# 天弁一
天弁一，英文名稱（Alpha Scuti）源自拉丁文的α Scuti，是位於南天星座盾牌座的一顆橙色恆星。它最初是天鷹座的一部分，被稱為"天鷹座1"。其視星等為3.83，是肉眼可見的恆星。根據從地球上看到的16.38mas的年周視差，它位於距離太陽約199光年的地方。它正在以+36.5km/s的徑向速度遠離太陽。

## 性質
恆星分類為K3 III的恆星光譜表明它已經演化成K型的巨星。天弁一是一顆可疑的變星，其星等範圍報告為3.81至3.87。估計這顆恒星的質量是太陽質量的1.33倍，但外層已擴展到太陽半徑的20倍。其膨脹的光球，表面的有效溫度為4,315K，正在輻射的光度是太陽光度的186倍。

## 外部連結
- EAAS: Scutum （页面存档备份，存于）
- Kaler, James B., , STARS (University of Illinois), April 29, 2011  [2017-11-09], （原始内容存档于2022-08-07）.